# Pro Tools

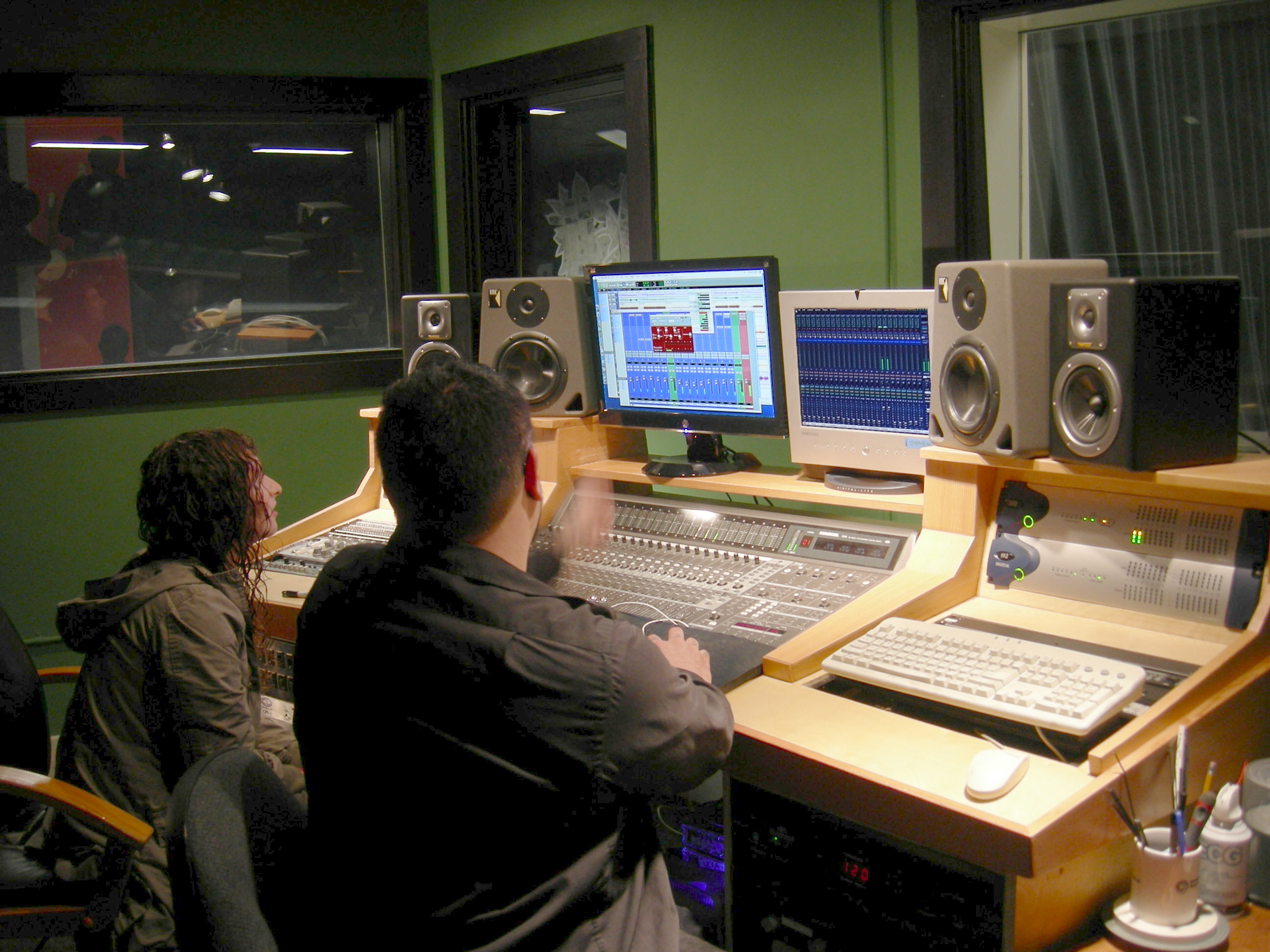
Звукорежиссеры за работой с комплексом Pro Tools HD

Pro Tools — семейство программно-аппаратных комплексов студий звукозаписи для Mac и Windows производства компании Digidesign.

## Разновидности
С 2010 года (Pro Tools 9) изменено деление на разновидности программы и взаимодействие её с аудиоинтерфейсами различных производителей, а также форматы плагинов.
Существуют несколько разновидностей комплексов Pro Tools (до 2010 года выпуска), использующих разное аппаратное обеспечение: 

Pro Tools|HD — используют специализированные карты расширения HD Core и HD Accel производства Digidesign, которые, в основном, и обрабатывают оцифрованный звуковой сигнал практически в реальном времени. Использование DSP (цифровых звуковых процессоров) позволяет свести задержку (latency) обработанного сигнала до пренебрежимо малой величины (порядка единиц или десятков семплов), что обеспечивает непревзойдённые удобство и гибкость системы Pro Tools|HD при записи. Кроме того, использование DSP освобождает CPU (центральный процессор компьютера) от огромной нагрузки по пересчёту аудиосигнала и увеличивает во много раз быстродействие и надёжность всей системы в целом. Это единственное решение, которое можно использовать в профессиональном применении. Остальные варианты — это бюджетные карты для домашнего пользования.

Pro Tools M-Powered — используют звуковые карты (внешние аудиоинтерфейсы) производства компании M-Audio и являются Host-based системами (обрабатывающими звук за счёт ресурсов CPU), в которых карта является просто устройством ввода-вывода. Основной недостаток Host-based систем — наличие большой (весьма ощутимой на слух) задержки (latency), обусловленной необходимостью загонять в оперативную память большие блоки аудиосигнала, чтобы CPU сумел их качественно обработать. В результате этого фактора дешевизна Pro Tools M-Powered «выходит боком» при записи «живых» инструментов и голоса, что автоматически переводит эту систему в разряд «для домашнего использования». 

Pro Tools LE — используют звуковые карты (внешние аудиоинтерфейсы) производства компании Digidesign и так же являются Host-based системами, со всеми присущими им и описанными выше недостатками.
Во всех вариантах системы Pro Tools используются адаптированные «под железо» версии одного и того же программного обеспечения. Следствием этого является полная совместимость и переносимость проектов на разные версии Pro Tools.

## Pro Tools|HD
Pro Tools|HD1 — базовая конфигурация линейки . Она состоит из программного обеспечения и одной карты HD Core, доступной в вариантах PCI и PCI-Express. HD Core поддерживает 32 канала ввода-вывода и до 96 аудиодорожек (при частоте семплирования 48 кГц). Максимальная поддерживаемая частота семплирования — 192 кГц при разрядности 24 бита. Плата обеспечивает всю необходимую вычислительную мощность для работы комплекса. 

Pro Tools|HD2 — в дополнение к комплексу HD1 содержит одну плату HD Accel, чем достигается поддержка до 64 каналов ввода-вывода и до 128 аудиодорожек. 

Pro Tools|HD3 — представляет собой HD1 и две дополнительные платы HD Accel. Максимальное количество каналов ввода-вывода в этой версии — 96.
Система Pro Tools|HD поддерживает дальнейшее расширение. Всего можно использовать до шести плат HD Accel одновременно.
Для использования системы Pro Tools|HD необходимы также аудиоинтерфейсы (см. ниже).

## Pro Tools M-Powered
Через некоторое время после приобретения концерном Avid (куда входит Digidesign) компании M-Audio был заявлен новый продукт Pro Tools M-Powered. Он использует программное обеспечение Pro Tools и поддерживает звуковые карты M-Audio. Этот продукт ориентирован на рынок домашних и т. н. project-студий, о чём говорит невысокая по сравнению с HD итоговая цена комплекса. Программное обеспечение Pro Tools M-Powered работает только со звуковыми картами M-Audio (как PCI, так и USB и FireWire).
«Программное обеспечение Pro Tools M-Powered 8 устанавливает новые стандарты в мире создания аудио/МИДИ и дает вам доступ к использованию мощных возможностей Pro Tools на своих условиях.
Pro Tools M-Powered обладает тем же пользовательским интерфейсом, что и программы Pro Tools HD и Pro Tools LE, и по-прежнему расширяет возможности вашего аппаратного обеспечения десятками интерфейсов M-Audio. Пользуясь данным приложением, вы сможете без труда перемещать ваши проекты по всем существующим версиям программного обеспечения Pro Tools. Pro Tools M-Powered 8 — это серьёзный выбор для тех, кто хочет создавать музыку в мощном и простом в использовании программном обеспечении без лишних затрат и проблем с совместимостью».

## Периферийное оборудование
Для использования любых систем Pro Tools необходим персональный компьютер Mac или PC с достаточным быстродействием (в частности, дисковой подсистемы). 

Аудиоинтерфейсы. Для использования Pro Tools|HD необходимы внешние аудиоинтерфейсы, так как платы HD Core и HD Accel не содержат «на борту» аналоговых или стандартных цифровых входов/выходов. Компания Digidesign выпускает несколько интерфейсов с аналоговыми входами/выходами, цифровыми входами/выходами, MIDI, входами/выходами синхронизации, микрофонными предусилителями и т. д.
Контроллеры. Для удобства использования Pro Tools можно укомплектовать т. н. контроллерами. Контроллер предоставляет «железные»
органы управления программным обеспечением, такие как фейдеры, кнопки управления транспортом, редактированием. Один из самых больших контроллеров для Pro Tools — C|24, имеет 24 моторизованных, чувствительных к касанию фейдера, управление всеми основными функциями программы, блок студийной связи и прочие «вкусности». Так же в него встроен аудиоинтерфейс с микрофонными предусилителями.
Самым крупным и функциональным контроллером для студий является Digidesign ICON.
С некоторыми контроллерами работают также системы Pro Tools M-Powered и LE.

## Плагины (подключаемые модули)
Для Pro Tools существует два формата плагинов (подключаемых подпрограмм обработки звука): TDM (Time Division Multiplexing — система разделённых во времени потоков) и RTAS (Real Time AudioSuite — обработка центральным процессором компьютера в «реальном времени»). TDM плагины предназначены для Pro Tools HD и используют вычислительную мощность HD Core и HD Accel и работают только при их наличии. RTAS плагины используют центральный процессор компьютера, а значит работают со всем семейством комплексов Pro Tools, в том числе с M-Powered и LE.
Распространённые форматы VST и DirectX не поддерживаются Pro Tools нативно (то есть непосредственно производителем), но существуют сторонние программные решения, позволяющие использовать VST (и VSTi) с Pro Tools.

## Авторизация
Для авторизации пользователя в Pro Tools, начиная с версии 8, используются электронные ключи iLok. iLok представляет собой USB-накопитель без непосредственного доступа. Ключ iLok может содержать лицензии как на сам Pro Tools, так и на используемые плагины, что позволяет пользователю носить с собой в кармане все свои лицензии и использовать их на любом имеющемся комплексе Pro Tools.
Для работы с Pro Tools версии 7 и ниже необходимо иметь серийный номер и аудиоинтерфейс Digidesign.

## История развития Pro Tools
- 1989 - Sound Tools - первая система записи и редактирования стереозаписей
- 1991 - Pro Tools 1.0 - ПО ProDECK и ProEDIT в комплекте, поддержка до 4-х аудиодорожек, технологии MIDI и автоматизации
- 1992 - Pro Tools 1.1 - поддержка до 4-х внешних карт/интерфейсов, каждый из которых добавляет 4-16 дорожек в проект
- 1993 - Pro Tools 2.0 - комбинированное ПО ProDECK и ProEDIT в одном приложении
- 1994 - Pro Tools III - поддержка 16-48 дорожек
- 1997 - Pro Tools | 24 - поддержка 24-битного аудио, 32-64 дорожек в проекте
- 1997 - Pro Tools 4.0 - деструктивное редактирование, внедрена поддержка Real Time AudioSuite
- 1998 - Pro Tools | 24 MIX и MIXplus - 64 дорожки, расширенные возможности DSP
- 1998 - ProControl - первая специализированная микшерная консоль для Pro Tools
- 1999 - Pro Tools 5.0 - интегрированный MIDI-секвенсор
- 1999 - Digi 001 с Pro Tools LE (Limited Edition) - RTAS host-based система
- 2000 - Pro Tools Free - 8 аудиодорожек, 48 midi-треков, поддержка RTAS
- 2001 - Pro Tools 5.1 - версия TDM с инструментами для пространственного микширования, инструмент определения темпа Beat Detective,
- 2001 - Control 24 - микшерная консоль/звуковой интерфейс с преампами от Focusrite
- 2002 - Pro Tools | HD - поддержка частот семплирования 96 kHz и 192 kHz
- 2003 - Mbox и Digi 002
- 2003 - Pro Tools | HD Accel system - дополнительные возможности DSP
- 2003 - Pro Tools 6.0 - поддержка Mac OS X
- 2004 - ICON D-Control - микшерная консоль для Pro Tools | HD Accel
- 2005 - VENUE - Pro Tools для работы на живых выступлениях
- 2005 - Mbox 2, Pro Tools M-Powered
- 2005 - Pro Tools 7.0, 7.1 - поддержка Apple PCIe G5
- 2005 - Avid приобретает Wizoo и анонсирует Advanced Instrument Research (AIR) как подразделение, занимающееся разработкой плагинов для Pro Tools.
- 2006 - Pro Tools 7.2, 7.3 - поддержка процессоров от Intel на платформе Mac
- 2006 - Mbox 2 Pro; Mbox 2 Mini
- 2007 - 003 and 003 Rack
- 2007 - Mbox 2 Micro
- 2007 - Pro Tools 7.4 - поддержка инструмента для растяжения-сжатия аудио Elastic Audio
- 2008 - Pro Tools 8 - встроенные инструменты Elastic Pitch, Score Editor, MIDI Editor, AIR plug-ins
- 2008 - 003 Rack +
- 2009 - Pro Tools Essential - версия с ограниченным числом треков
- 2009 - "Eleven Rack" - гитарный процессор эффектов
- 2010 - Pro Tools Mbox, Mini, Pro - третье поколение интерфейсов Mbox
- 2010 - Pro Tools HD 8.1, Instrument Expansion Pack, Pro Tools HD Series Interfaces - I/O, OMNI, MADI, SYNC HD и PRE
- 2010 - Pro Tools HD Native
- 2010 - Pro Tools 9 - Pro Tools стал независимым от аппаратного обеспечения и стал поддерживать большинство аудиоинтерфейсов, прекращена поддержка версии Pro Tools LE
- 2010 - Avid присоединяет Euphonix и интегрирует протокол EuCon в Pro Tools, линейку микшерных консолей пополняют Artist Series и System 5 Family
- 2011 - Pro Tools 10 / HD - расширенное дисковое кэширование (Extended Disk Caching - EDC), позволяющее загружать сессию напрямую в оперативную память.
- 2011 - Pro Tools HDX - интерфейсная карта вместе с преемником "Accel" были представлены на выставке "AES convention".
- 2012 - Avid продает своё подразделение AIR компании inMusic.
- 2013 - Avid анонсирует Pro Tools 11, планируя начать продажи во втором квартале 2013 года. Первая 64-битная версия Pro Tools. Поддержка RTAS упразднена в пользу формата AAX (Avid Audio eXtension).
- 2020 - в январе 2020 Avid анонсирует Pro Tools 2020, основным нововведением стало Folder Tracks.
- 2023 - Выходит версия для Apple процессоров. Pro Tools 23.3. В этой версии при запуске в режиме Apple Silicone Native не работают плагины, которые не поддерживают этот вид процессоров.